# West Northamptonshire
West Northamptonshire är en enhetskommun i det ceremoniella grevskapet Northamptonshire i England, Storbritannien. Kommunen har 429 013 invånare (2022). Administrativ huvudort är Northampton.
Den bildades den 1 april 2021 genom en sammanslagning av distrikten Daventry, Northampton och South Northamptonshire. Den har 166 civil parishes.
Större orter är Brackley, Daventry, Northampton och Towcester.